# Desaguadero (Boliwia)
Desaguadero – miasto w departamencie La Paz, leżące na granicy boliwijsko-peruwiańskiej. Miasto leży na brzegu jeziora Titicaca, na wysokości 3827 metrów n.p.m. W 2001 roku liczyło 2219 mieszkańców.